# 以色列之子
以色列之子（英語：Bene Israel；希伯來語：‎），是一個印度犹太人社群。据称是失踪的以色列十支派之一的后代。19世纪开始移居城市，如孟买。1948年以色列成立后，大部分以色列之子移民至以色列、加拿大、英联邦成员国和美国。

## 註腳
1. 1 2  Weil, Shalva. . Stillman, Norman A.  (编). . Leiden: Brill. 2010  [29 July 2013]. （原始内容存档于12 March 2022）.
2. ↑  Weil, Shalva. . Tel-Aviv: Beth Hatefutsoth. 1981.